# UK Adult Film and Television Awards
UK Adult Film and Television Awards (UKAFTA) étaient des récompenses cinématographiques britanniques destinées à l'industrie du film pornographique et créées le 17 novembre 2006. La cérémonie était présentée par Ben Dover dans la salle Hammersmith Palais (en) à Londres.

## 2006
Performers
- BGAFD Best Actress Award 2006: Natalie Heck
- Best Female Actress Of The Year: Poppy Morgan
- Best Male Actor Of The Year: Pascal White
- Transsexual Performer of the Year: Joanna Jet
- Best Solo Scene By A Female Performer: Donna Marie
- Best Actor In A Gay Film: Fernando
- Lifetime Achievement Award: Ben Dover
- Best Supporting Actress: Suzie Best
- The Joe Adelman Best Female Newcomer: KazB
- Best Female Performer In An Amateur Film: Tracey Lain
- Best Supporting Male Actor: Mark Sloane
- Best Male Newcomer: Keni Styles
- Best Female Overseas Actress Of The Year: Rio Mariah
- Most Outrageous Female Performance: Emma-Louise in Circus Extreme
- Best Female Performer In A Girl/Girl Scene: Donna Marie
- Best Female Performer In An Anal Scene: Alicia Rhodes
- Best Female Actress Blow Job Sex Scene: Sandie Caine

Production
- Best Film: For Your Thighs Only (Doll Theatre)
- Best Director: Kendo
- Best Softcore Film: Real Euro Couples (One Eyed Jack Productions)
- Best Gay Film: French Heat (Corolo Productions)
- Best Transsexual Film: Joanna Jet Vacation (Fringe Dweller Productions)
- Best Amateur Film: Viewers Wives 47 (Your Choice Productions)
- Best Reality Porn Film: RealPunting II (Jay Kay Production)
- Best Gonzo Production: Jim Slip
- Best Online Scene: Jim Slip
- Best Soundtrack: For Your Thighs Only (Doll Theatre)
- Best Script: For Your Thighs Only (Doll Theatre)
- Best Packaging: Relish
- Best Lighting: Kendo
- Best Distributor: Wrist Action Entertainment[1]

## 2007
Performers
- Best Female Actress – Carmel Moore (Hug a Hoodie)
- Best Male Actor – Keiran Lee (Various)
- Lifetime Achievement Award – Cathy Barry
- Best Actor in a Gay Film – Kyle Price (ASBO Twinks)
- Best Supporting Male Actor – Keni Styles (Porn Date)
- Best Male Newcomer – Vince Velvet (Hug a Hoodie)
- Most Outrageous Female Performance – Lolly Badcock (Xperi-mental)
- Best Female Performer in an Amateur Film – Tracy Lain (Knob the Builder)
- Best Performer in a Girl/Girl Scene – Daisy Rock (Bound Gagged and Shagged)
- Best Female performer in an Anal Scene – Jamie Brooks (Cream Bunz)
- BGAFD Female Performer of the Year (Voted for online) – Isabel Ice
- Best Female Performance in an Oral Scene – Cindy Behr (Kitty Licks)
- Joe Adelman Award for Best New Starlet – Karlie Simon (Celebrity Shag)
- Best Overseas Female Performer – Carmella Bing
- Best Supporting Actress – Cyprus Isles (Pyjama Party)

Production
- Best Film – Bondage Thoughts (Kendo / Erotic Flesh Productions)
- Best Gay Film – Supersize (Freshwave)
- Best Amateur Film – Knob the Builder (Freddy's World)
- Best Overseas Film – Breakin 'Em In 9 (Vouyer Media)
- Best Reality Porn Film – Hug a Hoodie (Anna Span)
- Best Gonzo Production – Don’t Kiss Me, Just Fuck Me (Nickelass Productions)
- Best Softcore Production – Hug a Hoodie (Anna Span)
- Best Fetish – Xperi-mental (Mad At It)
- Best Director – Anna Span (Hug a Hoodie)
- Best Distributor – Relish
- Best Script – Dr Screw 2 (Paul Carder / Craig Kennedy)
- Best Original Soundtrack – Murder Mystery Weekend (Bluebird)
- Best Packaging – Bondage Thoughts (Erotic Flesh Productions)
- Best DVD Authoring – Virtual Sex with Michelle B (Mark Cremona)
- Best Editing – Bondage Thoughts (XL / Erotic Flesh Productions)
- Best Lighting – Bondage Thoughts (Kendo / Erotic Flesh Productions)

TV and Internet
- Pay-Per-View Channel of the Year – Playboy TV
- Best Online Scene – Rio and David (Real Couples)
- Free-To-View Presenter Of The Year – Rio Lee (Sex Station)
- Pay-Per-View Series of the Year – Bound Gagged and Shagged (John Luton / Spice Extreme)
- Free-To-View Channel of the Year – Sex Station[2]

## 2008
Performers
- Lifetime Achievement Award – Marino
- Best Female Actress – Keisha Kane
- Best Male Actor – Jason Romer
- Daily Sport Actress of the Year – Rennee Richards
- Best Supporting Actress – Isabel Ice
- Best Female Newcomer (The Joe Aldman Award) – Michelle Moist
- Best Male Newcomer – John Janes
- Female Performer of the Year (BGAFD Award) – Cate Harrington
- Best Female Performer in an Amateur Film – Georgina Baille
- Most Outrageous Female Performance – Daisy Rock
- Best Solo Scene by a Female Performer – Leigh Logan
- Transsexual Performer of the Year – Joanna Jet
- Butter Would Melt Award – Katie Price (Jordan)

Production
- Best Film – Satanic Slut 2 – Salvation Films
- Best Director – Anna Span – Do The Business
- Best Softcore Production – Petra Joy – Sensual Seduction
- Best Lighting – Petra Joy – Sensual Seduction
- Best Editing – Pumpkin Films – Get Your Rocks Off
- Best Dvd Authoring – Harmony – Ladies Of Pleasure
- Best Packaging – Pumpkin Films – Busty Brits Abroad
- Best Original Soundtrack – Spanking Tomato – Road Trip 18 Esher
- Best Script – Wicked Films – St Teeny Cums

TV and Internet
- Pay Per View Channel Of The Year- Television X
- Free To View Channel Of The Year – Bang Babes
- Best TV Presenter Of The Year – Nikki Lee
- Best Online Scene – Terry Stevens for Real Couples
- Best Online Film – Strap On Sex Tape – Strictly Broadband
- Best Online Female actress – Cathy Barry
- Best Online Male Actor – Pascal White
- Best Online Production Company – Killagram
- Best Online Paysite – Strictly Broadband[3]